# Freziera incana
Freziera incana là một loài thực vật thuộc họ Theaceae. Đây là loài đặc hữu của Peru.